# IV (álbum de Winger)
IV es el cuarto álbum de estudio de la banda estadounidense de heavy metal Winger. 

## Lista de canciones
Todas las canciones escritas y compuestas por Kip Winger and Reb Beach (except where noted). 
| N.º | Título                                               | Duración |  |
| 1.  | «Right Up Ahead»                                     | 5:07     |  |
| 2.  | «Blue Suede Shoes»                                   | 3:46     |  |
| 3.  | «Four-Leaf Clover»                                   | 4:18     |  |
| 4.  | «M16» (K. Winger)                                    | 3:57     |  |
| 5.  | «Your Great Escape» (K. Winger/Beach/P. Winger)      | 3:55     |  |
| 6.  | «Disappear»                                          | 3:49     |  |
| 7.  | «On a Day Like Today» (K. Winger/Beach/P. Winger)    | 6:24     |  |
| 8.  | «Livin' Just to Die»                                 | 3:40     |  |
| 9.  | «Short Flight to Mexico» (K. Winger/Beach/P. Winger) | 4:18     |  |
| 10. | «Generica»                                           | 6:33     |  |
| 11. | «Can't Take It Back»                                 | 4:05     |  |

| Tema extra |                               |          |  |
| N.º        | Título                        | Duración |  |
| 12.        | «Blue Suede Shoes» (Acústico) | 3:32     |  |

## Grabación
- Kip Winger – bajo, voz principal, teclado
- Reb Beach – guitarra líder, voz secundaria
- Rod Morgenstein – batería
- John Roth – guitarra rítmica, voz secundaria
- Cenk Eroglu - Teclista